# Vlag van Solothurn

Vlag van Solothurn

De vlag van Solothurn is de vlag van de stad Solothurn en van het gelijknamige kanton in Zwitserland. De vlag is vierkant en bestaat uit twee horizontale banen, boven rood en onder wit. De vlag is al sinds de 15e eeuw of nog langer in gebruik, maar over de herkomst van de kleuren is niets bekend.